# Cameron Humphreys
Cameron Lisceous Humphreys-Grant (sinh ngày 22 tháng 8 năm 1998) là một cầu thủ bóng đá người Anh thi đấu cho Excelsior, mượn từ Zulte Waregem, ở vị trí trung vệ.

## Sự nghiệp câu lạc bộ
Humphreys là học viên tốt nghiệp của hệ thống trẻ Manchester City. Mùa hè năm 2015, cậu bé 16 tuổi Humphreys đã đi với đội một trong tour du đấu trước mùa giải và thi đấu trong một trận giao hữu với Real Madrid. Humphreys kí vào bản hợp đồng ngày 24 tháng 8, hai ngày sau sinh nhật thứ 17 của anh. Ngày 30 tháng 1 năm 2016, anh ra mắt tại Cúp FA trước Aston Villa. Anh thay cho Nicolás Otamendi sau 88 phút trong chiến thắng 4-0 tại Villa Park. Humphreys trở thành cầu thủ chủ chốt của cả Premier League 2 và UEFA Youth League ở Manchester City.
Năm 2019, Humphreys gia nhập đội bóng Bỉ Zulte Waregem.

## Sự nghiệp quốc tế
Humphreys thi đấu cho Anh ở cấp độ U-19 và có màn ra mắt U-17 Anh khi chỉ mới 14 tuổi.

## Thống kê sự nghiệp
Tính đến 16 tháng 7 năm 2018
| Câu lạc bộ          | Mùa giải            | Giải quốc nội       | Giải quốc nội | Giải quốc nội | Cúp FA  | Cúp FA    | League Cup | League Cup | Châu Âu | Châu Âu   | Tổng    | Tổng      |
| Câu lạc bộ          | Mùa giải            | Hạng đấu            | Số trận       | Bàn thắng     | Số trận | Bàn thắng | Số trận    | Bàn thắng  | Số trận | Bàn thắng | Số trận | Bàn thắng |
| ------------------- | ------------------- | ------------------- | ------------- | ------------- | ------- | --------- | ---------- | ---------- | ------- | --------- | ------- | --------- |
| Manchester City     | 2014-15             | Premier League      | 0             | 0             | 0       | 0         | 0          | 0          | 0       | 0         | 0       | 0         |
| Manchester City     | 2015-16             | Premier League      | 0             | 0             | 2       | 0         | 0          | 0          | 0       | 0         | 2       | 0         |
| Manchester City     | 2016-17             | Premier League      | 0             | 0             | 0       | 0         | 0          | 0          | 0       | 0         | 0       | 0         |
| Manchester City     | 2017-18             | Premier League      | 0             | 0             | 0       | 0         | 0          | 0          | 0       | 0         | 0       | 0         |
| Manchester City     | Tổng                | Tổng                | 0             | 0             | 2       | 0         | 0          | 0          | 0       | 0         | 2       | 0         |
| Zulte Waregem       | 2019-20             | Jupiler Pro League  | 0             | 0             | 0       | 0         | 0          | 0          | 0       | 0         | 0       | 0         |
| Zulte Waregem       | Tổng                | Tổng                | 0             | 0             | 0       | 0         | 0          | 0          | 0       | 0         | 0       | 0         |
| Tổng cộng sự nghiệp | Tổng cộng sự nghiệp | Tổng cộng sự nghiệp | 0             | 0             | 2       | 0         | 0          | 0          | 0       | 0         | 2       | 0         |